# Martin Kukučín
Martin Kukučín (vlastním jménem Matej Bencúr, 17. května 1860, Jasenová – 21. května 1928, Pakrac, Jugoslávie) byl slovenský spisovatel – prozaik, dramatik a publicista. Byl nejvýznamnějším představitelem slovenského literárního realismu, zakladatelem moderní slovenské prózy.

## Život
Narodil se v sedlácké rodině jako syn Jána Bencúra Juriša a Zuzany Bencúrové, rozené Paškové. Měl dva bratry a jednu sestru. Vzdělání získal na slovenském gymnáziu v Revúci, Martině a v Banské Bystrici, gymnázium navštěvoval v Kežmarku a dokončil v Šoproni. Chtěl se přihlásit na teologickou fakultu v Bratislavě, ale kvůli protislovenské atmosféře, která na fakultě vládla, se nakonec rozhodl pro studium na lékařské fakultě v Praze. Po ukončení školy a absolvování praxe v Bratislavě, Innsbrucku a ve Vídni se neúspěšně pokoušel o zaměstnání na Slovensku, proto se přihlásil na souběh a v roce 1893 dostal místo obecního lékaře v obci Selca na ostrově Brač (dnešní Chorvatsko). Spolu s lékařskou ordinací si zde zřídil i lékárnu a stal se aktivním členem a později (v roce 1904) i předsedou čtenářského a kulturního spolku Hrvatski Sastanak. V letech 1896-1897 se pokusil vrátit na Slovensko, ale ani tento pokus se mu nevydařil.
V roce 1904 se oženil s Pericou Didolićovou. V roku 1908 odjeli do Jižní Ameriky, kde se usadili v Punta Arenas v Chile, v místě, kde se usadilo mnoho chorvatských vystěhovalců. V letech 1922–1924 žil opět na Slovensku, v letech 1924–1925 zase většinou v Chorvatsku. V roce 1925 se ještě jednou vrátil nakrátko do Jižní Ameriky, aby uspořádal svoje majetkové záležitosti, a na jaře 1926 se definitivně vrátil i se svojí nemocnou manželkou do lázní Lipik v Jugoslávii, kde nakonec i v nedaleké nemocnici zemřel. Pochován byl dočasně v Záhřebu, v roce 1928 byly jeho tělesné ostatky převezeny do Martina na slovenský Národní hřbitov, kde ho pochovali dne 29. října 1928.

## Tvorba
Svoji literární tvorbu zahájil v roce 1883 povídkou Na hradskej ceste. Zpočátku se věnoval hlavně psaní povídek a novel, ve kterých se vracel do svého mládí a ke svým prvním zaměstnáním, kromě toho ovšem též téměř fotograficky podává obraz vesnického života a sedláckého smýšlení. Svým dílem Dom v stráni založil tradici venkovského románu. V začátcích tvorby byla pro jeho díla charakteristická groteskně humoristická stylizace příběhů, nicméně po roce 1918 jsou jeho díla naplněna spíše tragicko-nostalgickými a existencionálními starostmi o osud vlastního národa a lidstva. Pro Kukučínovo dílo je charakteristická víra v člověka, i když se Martin Kukučín často směje obyčejnému člověku či kritizuje společenské poměry, stále věří v možnost nápravy svých postav.

## Dílo, výběr

### Próza
- 1883 – Na hradskej ceste, povídka
- 1885 – Rysavá jalovica
- 1886 – Neprebudený
- 1890 – Keď báčik z Chochoľova umrie, povídka
- 1891 – Na podkonickom bále
- 1892 – Koniec a začiatok
- 1892 – Dve cesty
- 1893 – Dies irae
- 1899 – Hody, povídka
- 1911/1912 – Dom v stráni, román z prostředí Brače
- 1922 – Črty z ciest. Prechádzky po Patagónii, cestopis
- 1922 – Mladé letá, vzpomínky na studium
- 1926 – Mať volá, román o chorvatských vystěhovalcích v Chile
- 1929 – Bohumil Valizlosť Zábor, historický román
- 1929 – Lukáš Blahosej Krasoň, historický román
- 1930 – Košútky. Klbká. Rozmarínový mládnik.
- Čas tratí – čas platí, povídka
- Máje, povídka
- Pán majster Obšíval, povídka
- Na jarmok, povídka
- Na Ondreja, povídka
- Hajtman, povídka
- Obecné trampoty, povídka
- Z teplého hniezda
- Veľkou lyžicou
- Panský hájnik
- O Michale
- Na svitaní
- Ako sa kopú poklady
- Pozor na čižmy
- Sviatočné dumy
- Tri roje cez deň
- Svadba
- Parník
- Štedrý deň

### Dramata
- 1907 – Komasácia, první realistická divadelní hra se sociální tematikou
- 1922 – Bacuchovie dvor
- 1924 – Obeta